# Gieten
Gieten est une ville néerlandaise et le chef-lieu de la commune d'Aa en Hunze, située dans la province de Drenthe. Le 1er janvier 2020, la population s'élevait à 5 050 habitants.

## Géographie
La ville est située à 12 km à l'est d'Assen.

## Histoire
Gieten était une commune indépendante avant le 1er janvier 1998, date à laquelle elle a fusionné avec celles d'Anloo, Gasselte et Rolde pour former la nouvelle commune d'Aa en Hunze.